# Moving to New York
Moving to New York is een nummer van de Britse band The Wombats uit 2008. Het is de eerste single van hun debuutalbum A Guide to Love, Loss & Desperation.
Het nummer werd aanvankelijk in 2006 al uitgebracht, maar had toen geen succes. Nadat The Wombats eind 2007 een hit scoorden met Let's Dance to Joy Division, werd "Moving to New York" opnieuw uitgebracht. Dit keer werd het wél een hit en bereikte het de 13e positie in het Verenigd Koninkrijk, waarmee de plaat het succes van de voorganger overtrof. In het Nederlandse taalgebied bleef "Let's Dance to Joy Division" succesvoller en bereikte "Moving to New York" de hitlijsten niet.

## Tracklijst
Cd-single
1. "Moving to New York"
2. "Moving to New York (Kyte Remix)"

7"-single 1
1. "Moving to New York"
2. "Moving to New York (Paul van Dyk Remix)"

7"-single 2
1. "Moving to New York"
2. "(Everything I Do) I Do It for You (XFM Session)"